# Train
 For alternative betydninger, se Train (flertydig). (Se også artikler, som begynder med Train)
Train er et regionalt spillested i Aarhus, og med sin kapacitet på 1000 koncertgæster et af Danmarks største.
Train blev grundlagt i 1998 af Chris Anker-Petersen, med en intention om at "få rocken tilbage til Aarhus". Scenen blev hurtigt byens markante spillested, og fik en lang række af større nationale og internationale artister på programmet.
Musikprofilen på Train inkluderer en række genrer såsom rock, pop, electronica, urban, hip hop, heavy metal, jazz og world.
Blandt de internationale kunstnere, der i tidens løb har optrådt på Train er Major Lazer / Snoop Dogg / Motörhead / Iggy Pop / Primal Scream / Nicky Romero / Simple Minds / Bryan Ferry / Placebo / Father John Misty / Black Rebel Motorcycle Club / Suede / Ice Cube / Machine Head / Garbage / Iggy Azalea / Kygo / Schoolboy Q / Babyshambles / N.E.R.D. / Beirut / Kings of Convinience / Kaizer Chiefs / Public Enemy / Patti Smith / The National / Wolfmother / Rae Sremmurd / The Cardigans / Yes / Joe Bonamassa / Foals / Chris Cornell / Interpol / Method Man / Porcupine Tree / Neelix / Tripnosis / Earthling / Outsiders
Foruden spillestedet, driver Train Train Natklub og natklubben Kupé, der begge har til huse i samme bygning.
Train byggede om i starten af 2014.